# 1855 a tudományban
Az 1855. év a tudományban és a technikában.

## Fizika
- James Clerk Maxwell az elektromosság és a mágnesség fogalmát egyetlen elméletben, az elektromágnességben egyesíti, kimutatva, hogy a fény – elektromágneses hullám

## Technika
- Henry Bessemer szabadalmaztatja az acélgyártásban használatos, általa kidolgozott Bessemer-konvertert

## Születések
- szeptember 10. – Robert Koldewey korának egyik legjelentősebb terepi régésze és a modern történelmi épületkutatás atyja († 1925)
- szeptember 27. – Paul Émile Appell francia matematikus, a Párizsi Egyetem rektora († 1930)
- november 5. – Léon Teisserenc de Bort francia meteorológus, a sztratoszféra felfedezője (* 1913)
- december 5. – Clinton Hart Merriam amerikai zoológus, mammalógus, ornitológus, entomológus, néprajzkutató († 1942)

## Halálozások
- február 23. – Carl Friedrich Gauss német matematikus (* 1777)
- június 29. – John Gorrie orvos, feltaláló; feltalálta és 1851-ben szabadalmaztatta az első mechanikus hűtőgépet[1] (* 1803)
- július 8. – William Edward Parry angol sarkutazó, felfedező. 1818-ban részt vett John Rossnak az Északnyugati átjáró feltárására indított expedíciójában (* 1790)
- október 6. – August Leopold Crelle német mérnök. matematikus (* 1780)
- december 12. – Jean Charpentier svájci geológus, bányamérnök (* 1786)